# Caupolicana weyrauchi
Caupolicana weyrauchi là một loài Hymenoptera trong họ Colletidae. Loài này được Moure mô tả khoa học năm 1953.